# Hermann Christof von Rußworm

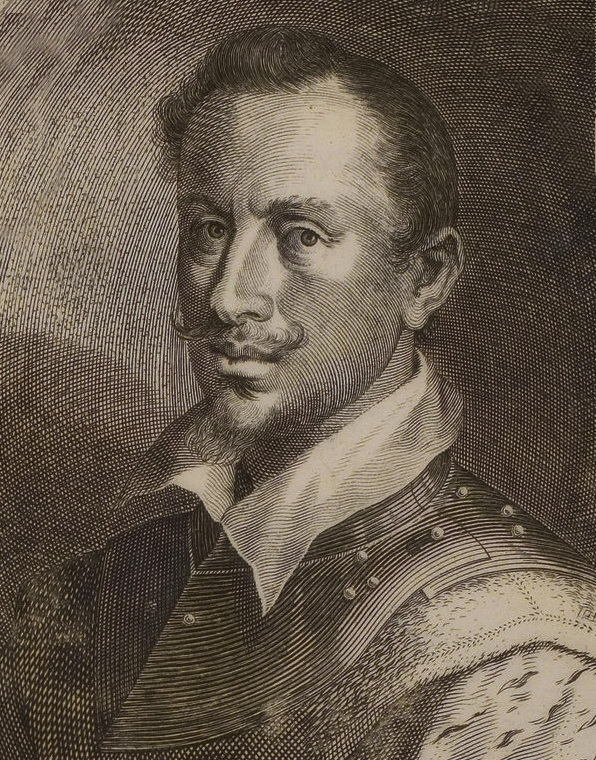
Hermann Christof von Rußworm

Graf Hermann Christof von Rußworm (auch Hermann Christoph von Rusworm, * August 1565 in  Frauenbreitungen; † 29. November  1605 in Prag) war ein kaiserlicher Feldmarschall, der 1601 bis 1603 in Ungarn gegen die Türken kämpfte.

## Leben
Hermann Christof – Sohn des kurfürstlich sächsischen Lehnsmannes Heinrich Rußworm des Jüngeren und dessen Ehefrau Dorothea, geborene von Buchenau – trat erstmals 1585 unter Graf von Moers im Kölnischen Krieg gegen die Stadt Neuss ins Kriegsgeschehen ein. Im Jahr darauf diente er als Leutnant in der Leibwache des Marschalls Christophe de Bassompierre (1547–1596) und übernahm 1588 das Kommando dieser Wache. In Bassompierres Truppe kämpfte Rußworm darauf unter dem Herzog von Lothringen im Elsass. In dieser Zeit konvertierte der Protestant Rußworm zum Katholizismus. Adolf von Schwarzenberg – einer der Feinde aus dem Kölnischen Krieg – wollte Rußworm hinrichten lassen. Der Verfolgte entkam 1590 durch Flucht in die nordfränkische Heimat.
1592 beauftragte der Kaiser den Oberst Rußworm mit der Aufstellung eines Regiments für Markgraf Karl von Burgau. Er folgte dem Befehl und reiste über Innsbruck  in die Türken. Rußworn verteidigte Komorn und war 1595 an der Einnahme von Gran beteiligt. Der Oberst wurde verwundet und anschließend ausgezeichnet. Vom Kaiser bekam er eine goldene Kette. Rußworm wurde Kämmerer und Generalfeldwachtmeister im kaiserlichen Heer. 1596 erstürmte Rußworm das türkisch besetzte Hatvan. Er belagerte Pápa und wurde bei dieser Unternehmung am 17. August 1597 schwer verwundet. 1598 nahm er die Wasserstadt Ofen ein. Sein alter Feind Adolf von Schwarzenberg – auf dem ungarischen Kriegsschauplatz als Feldmarschall kämpfend – zettelte eine Intrige gegen Rußworm an und zog dabei den Oberbefehlshaber im Türkenkrieg Erzherzog Matthias auf seine Seite. Der ehemalige Protestant Rußworm wurde inhaftiert und konnte erst 1601 den ungarischen Kriegsschauplatz wieder betreten. Er nahm – nun als Generalfeldmarschall – Stuhlweißenburg ein. Am 7. November 1601 erhielt er den Marschbefehl nach Kanizsa. Am 14. November 1601 kam er an und hatte unterwegs fast dreitausend Mann verloren. Erzherzog Ferdinand war gegen den Sturm auf Kanizsa. Trotzdem setzte der Kaiser Rußworm Anfang 1602 – anstelle des verstorbenen Herzogs von Mercœur – als obersten Befehlshaber in Ungarn ein. Nach Schwarzenbergs Ableben traten Rußworm zwei neue Feinde aus dem eigenen Heer entgegen: Die Marschälle Giorgio Basta und Giovan Giacomo Barbiano di Belgioioso (1565–1626) vereitelten die von Rußworm für 1604 vorgeschlagene Heeresreform. Rußworm erkrankte schwer. Im Mai 1605 wurde Rußworm vom Kaiser in den Grafenstand erhoben. Der Herrscher betraute Rußworm mit einer disziplinarischen Eruierung gegen Belgioioso. Dies wurde Rußworm zum Verhängnis: Rußworms Gegner schlugen zurück. Während eines Streits wurde der Bruder des Marschalls Belgioioso durch einen Diener Rußworms getötet. Rußworm wurde verhaftet, zum Tode verurteilt und in Prag enthauptet, noch ehe der kaiserliche Befehl zur Freilassung des „Delinquenten“ in Prag eintraf.